# Espinosa de Henares
Espinosa de Henares település Spanyolországban, Guadalajara tartományban. Espinosa de Henares Alarilla, Montarrón, Fuencemillán, Cogolludo, Membrillera, Jadraque, Casas de San Galindo, Hita, Guadalajara, Copernal és Taragudo községekkel határos. Lakosainak száma 690 fő (2024).

## Népesség
A település népessége az utóbbi években az alábbiak szerint változott:
| Lakosok száma | 566  | 631  | 660  | 821  | 816  | 757  | 685  | 628  | 627  | 690  |
|               | 2001 | 2004 | 2006 | 2009 | 2011 | 2014 | 2016 | 2019 | 2021 | 2024 |